# غالودورو
غالودورو (بالإيطالية: Gallodoro)‏ هي بلدية في مقاطعة ميسينا في صقلية الإيطالية.

## السكان
في سنة 1861 بلغ عدد السكان 639 نسمة، وتطور العدد ليصل في سنة 2011 لـ 381 نسمة.
يظهر هذا المخطط البياني تطور النمو السكاني لـ غالودورو